# Ipomoea mirandina
Ipomoea mirandina ist eine Pflanzenart aus der Gattung der Prunkwinden (Ipomoea) aus der Familie der Windengewächse (Convolvulaceae). Die Art ist in Amerika verbreitet.

## Beschreibung
Ipomoea mirandina ist eine nur an der Basis verholzende, unbehaarte Liane. Die Blattspreite ist eiförmig bis herzförmig-eiförmig und 7 bis 20 cm lang. Die Basis ist nahezu abgeschnitten bis herzförmig, nach vorn sind sie zugespitzt.
Die Blütenstände sind achselständige Zymen. Die Kelchblätter sind breit langgestreckt bis nahezu kreisförmig, 1,5 bis 2 cm lang und nahezu gleichgestaltig. Die Krone ist lavendelfarben bis magenta, tellerförmig und 5,5 bis 7 cm lang. Die Kronröhre ist mehr oder weniger zylindrisch, der Kronsaum ist flatterig und meist zurückgebogen.

## Verbreitung
Die Art ist aus Venezuela und Panama bekannt, kommt aber vielleicht auch in Kolumbien vor.